# Chinawachs

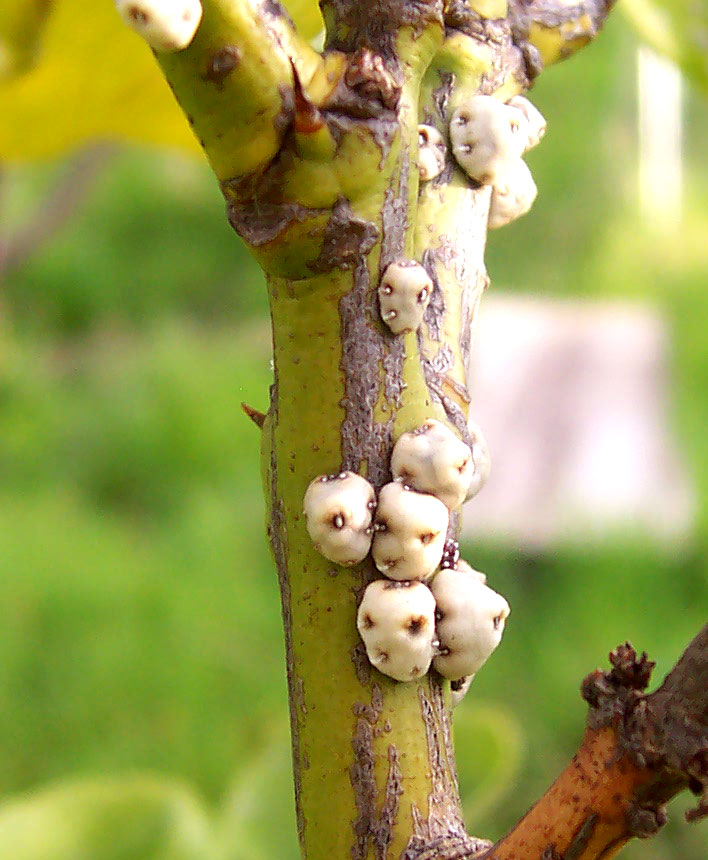
Chinawachs auf Waldschildläusen

Chinawachs, auch Pelawachs oder in Japan Ibotawachs genannt, ist ein aus dem Sekret von Wachsschildläusen gewonnenes Wachs.

## Eigenschaften
Chinawachs ist eine weiße bis leicht gelbliche, harte und spröde, in Wasser unlösliche Substanz. Das Wachs besteht aus einem Gemisch von Estern von Wachssäuren (C24-28) und langkettigen Fettalkoholen mit 24 bis 32 Kohlenstoffatomen pro Kette, zum Beispiel den Cerotinsäure- oder den Lignocerinsäureester des Cerylalkohols.
Der Schmelzpunkt liegt zwischen 80 und 84 °C. Die Dichte ist relativ hoch und liegt zwischen 0,95 und 0,97 g/cm3. Chinawachs ist fast geruchlos. Die Iodzahl liegt bei 1 bis 2, die Säurezahl zwischen 0,2 und 1,5. Die Verseifungszahl liegt bei 73 bis 93.

## Gewinnung
Das Wachs wird von der männlichen Larve der chinesischen Wachsschildlaus (Ericerus pela) produziert. Sie ist die einzige Wachsschildlaus-Art, die erfolgreich in der kommerziellen Wachsherstellung verwendet wird. Bei dem Befall der Bäume (meistens Chinesische Esche (Fraxinus chinensis und Ligustrum lucidum)) wird in ca. 90 bis 100 Tagen eine bis zu einem Zentimeter dicke Wachsschicht auf den Zweigen der befallenen Bäume abgeschieden. Zur Gewinnung wird das Wachs von den Bäumen abgekratzt und im Wasserbad geschmolzen. Die als Nebenprodukt anfallenden Insekten werden als Schweinefutter verwendet.
Die anfallende Wachsmenge hängt ab von den verwendeten Pflanzen, den verwendeten Insekten sowie den klimatischen Bedingungen wie Temperatur, Feuchtigkeit und Sonnenscheindauer.
Die Wachsproduktion mittels Ericerus pela ist in China seit mehr als 2000 Jahren in Gebrauch. Nach Europa kamen die ersten Nachrichten über das Pelawachs durch den Tiroler Jesuitenpater Martino Martini, der 1640 nach China ging. Die Produktion erreichte mit 6000 Jahrestonnen um das Jahr 1900 einen Höhepunkt. Der Vormarsch von elektrischem Licht sowie die Verfügbarkeit von Paraffinwachsen führte zu einem Rückgang der Kerzenherstellung und damit der Chinawachsgewinnung. In den neunziger Jahren wurden noch rund 500 Jahrestonnen gewonnen.

## Verwendung
Chinawachs wird vor allem in Polituren und bei der Kerzenherstellung verwendet. In der chinesischen Medizin wird Chinawachs bei Heiserkeit, zur Schmerzlinderung, bei Wurmbefall und Nervosität eingesetzt. Äußerlich wird es als Heilsalbe zur Wundbehandlung eingesetzt.
Andere Anwendungen sind Tablettenüberzüge, Papierbeschichtung und das Wachsen von Seide und Baumwolle. Auch in der bildenden Kunst wurde Chinawachs verwendet.

### Verseifung
Durch Verseifung von Chinawachs kann man Policosanole, eine Mischung von langkettigen aliphatischen C24 - 32-Alkoholen, gewinnen. Diesen wird eine vorteilhafte Wirkung bei der Erkrankung des Lipidmetabolismus und der Verringerung der Thrombozytenaggregation zugeschrieben. In Deutschland sind Policosanole noch nicht als Arzneimittel zugelassen.